# Размагничивающий фактор
Размагни́чивающий фа́ктор — безразмерная тензорная величина, определяющая значение напряжённости размагничивающего поля, создаваемого однородно намагниченным магнетиком в виде эллипсоида вращения. Варьирование параметров эллипсоида позволяет аппроксимировать разные формы образцов. Для простых систем оперирование размагничивающим фактором иногда позволяет обойти решение уравнений Максвелла при нахождении поля.

## Размагничивающее поле
При помещении образца в до того однородное магнитное поле с напряжённостью {\displaystyle {\vec {H}}_{e}} в образце вследствие намагничивания возникает дополнительное поле, создаваемое молекулярными токами. Из-за этого в разных частях образца напряжённость {\displaystyle {\vec {H}}} может оказаться отличной от изначальной, и её распределение может стать неоднородным. Получается, что «наложенное поле» искажается самим образцом. В большинстве случаев при этом величина {\displaystyle H} численно меньше {\displaystyle H_{e}}, поэтому поле называют размагничивающим. 
Магнитная индукция {\displaystyle {\vec {B}}} также претерпевает изменения — но в данном контексте существеннее искажение именно {\displaystyle {\vec {H}}}. Получается, например, что формулировка «к образцу приложено внешнее поле {\displaystyle {\vec {H}}_{e}}» оказывается неадекватной, так как величину «истинного» приложенного поля удаётся корректно определить только путём решения уравнений Максвелла для конкретной ситуации.
Рассмотрение упрощается для случая определённых геометрических форм образцов.

## Понятие «размагничивающий фактор»
Доказано, что при помещении в до того однородное поле {\displaystyle {\vec {H}}_{e}} образца из однородного магнетика, имеющего форму эллипсоида вращения (включая предельные формы такой фигуры — шар, длинный цилиндр, тонкую плоскопараллельную пластину), этот образец намагничивается однородно. 
В таких случаях если {\displaystyle {\vec {M}}} — намагниченность, то истинная напряжённость поля в образце равна 
{\displaystyle {\vec {H}}={\vec {H}}_{e}-{\hat {N}}\cdot {\vec {M}}},
где тензор {\displaystyle {\hat {N}}} есть размагничивающий фактор, а произведение {\displaystyle -{\hat {N}}\cdot {\vec {M}}} задаёт размагничивающее поле. Для выбранного направления векторно-тензорные обозначения можно опустить:
{\displaystyle H=H_{e}-N\cdot M}.
Соответственно, «приложенным внешним полем» надо считать именно величину {\displaystyle H}, а не {\displaystyle H_{e}}. Скажем, при изучении магнитной восприимчивости материала {\displaystyle \chi } экспериментально полученную кривую {\displaystyle M=M(H_{e})} будет необходимо привести к виду {\displaystyle M(H)}, поскольку {\displaystyle \chi =M/H}, а не {\displaystyle M/H_{e}}. Если для некоего магнетика {\displaystyle M=\chi H}, то {\displaystyle M=H_{e}/(N+\chi ^{-1})}.

## Область применения понятия
Чаще размагничивающие факторы рассматриваются при работе с образцами ферромагнитных материалов различной формы. Однако, всё сказанное относится и к парамагнетикам. 
Более того, аналогичная ситуация возникает при работе с диэлектриками — там намагничивание заменяется на поляризацию (и аналогичный фактор мог бы быть назван «деполяризующим»).
Ограничения на применимость понятия связаны с формой образца. Если она похожа на эллипсоидальную, то можно ввести фактор приближённо и оценить из эксперимента. Если же форма далека от эллипсоидальной, понятие размагничивающего фактора не используется.

## Размагничивающие факторы объектов
В системе единиц СГСМ (предполагается {\displaystyle {\vec {H}}_{e}\parallel z}):
- размагничивающий фактор бесконечной пластины, перпендикулярной оси {\displaystyle z}:

{\displaystyle N_{x}=0,N_{y}=0,N_{z}=4\pi }
- размагничивающий фактор бесконечного круглого цилиндра, параллельного оси {\displaystyle z}:

{\displaystyle N_{x}=2\pi ,N_{y}=2\pi ,N_{z}=0}
- размагничивающий фактор шара:

{\displaystyle N_{x}={\frac {4}{3}}\pi ,N_{y}={\frac {4}{3}}\pi ,N_{z}={\frac {4}{3}}\pi }.
Перевод формул в систему СИ осуществляется делением на {\displaystyle 4\pi }. 
Сумма диагональных компонент размагничивающего фактора равна 4{\displaystyle \pi } в гауссовой системе единиц. В СИ сумма диагональных компонент тензора размагничивающих факторов равна 1.
При изучении магнетиков удобно работать с длинными образцами цилиндрической формы и ориентировать налагаемое поле вдоль оси цилиндра. Тогда размагничивающий фактор равен нулю и {\displaystyle H=H_{e}}.